# Stelletta pygmaeorum
Stelletta pygmaeorum är en svampdjursart som beskrevs av Schmidt 1880. Stelletta pygmaeorum ingår i släktet Stelletta och familjen Ancorinidae.
Artens utbredningsområde är havet kring Saint Vincent och Grenadinerna. Inga underarter finns listade i Catalogue of Life.